# باسيل وليامز
باسيل وليامز (21 نوفمبر 1949 - 25 أكتوبر 2015 في الولايات المتحدة) (بالإنجليزية: Basil Williams)‏ هو لاعب كريكت جامايكي. شارك مع منتخب الهند الغربية للكريكت.

## وصلات خارجية
- باسيل وليامز على موقع إي آس بي آن كريك إنفو (الإنجليزية)